# Adrián González (giocatore di baseball)
Adrián Sabin González (San Diego, 8 maggio 1982) è un ex giocatore di baseball statunitense con cittadinanza messicana.
Suo fratello è l'ex compagno di squadra Edgar González. Il padre è stato un giocatore della nazionale di baseball del Messico.

## Carriera

### Inizi e Minor League (2000-2003)
Nato a San Diego in California da genitori messicani, González trascorse l'infanzia assieme ai suoi due fratelli maggiori, David Jr. e Edgar, a Tijuana, dove la famiglia si trasferì poco dopo la sua nascita, seguendo il padre per ragioni di lavoro.
Tornarono negli Stati Uniti nel 1990, stabilendosi Bonita in California.
Proveniente dalla scuola superiore "Eastlake" di Chula Vista, California, Gonzalez fu selezionato dai Florida Marlins come prima scelta assoluta del draft MLB del 2000.
I Marlins lo mandarono a giocare nelle leghe minori. Nel 2001, giocando in Singolo A con i Kane County Cougars, ebbe una media battuta di.312 con 17 fuoricampo e 103 punti battuti a casa (RBI) in 127 partite giocate.

### Major League

#### Texas Rangers (2004-2005)
L'11 giugno 2003 González fu ceduto ai Texas Rangers, insieme a Ryan Snare e Will Smih, in cambio di Ugueth Urbina.
Adrian González esordì in MLB il 18 aprile 2004, al Safeco Field di Seattle, contro i Seattle Mariners. Nella squadra di American League (AL), in due anni, giocò 59 partite con una media battuta di.229, 7 fuoricampo e 24 punti battuti a casa.
Il 6 gennaio 2006 González è stato ceduto ai San Diego Padres con il lanciatore Chris Young e l'esterno Terrmel Sledge. In cambio, i Rangers hanno ricevuto Adam Eaton e Akinori Otsuka.

#### San Diego Padres (2006-2010)
Nel suo primo anno in California, il 23 luglio 2006 fu nominato giocatore della settimana della National League (NL). Nella stagione 2006 fu il migliore dei Padres nella media battuta (.304) e nei fuoricampo (24)., e fu nominato Most Valuable Player (MVP) della squadra.
Il 31 marzo 2007 González ha firmato con i Padres un contratto per 9,5 milioni di dollari in quattro anni, con un'opzione per il 2011 di 5,5 milioni di dollari. Nella stagione 2007 è stato il migliore dei Padres in molte statistiche offensive, tra cui fuoricampo (30) e punti battuti a casa (101), con una media battuta di.282.
Nel 2008 venne convocato per la prima volta all'All-Star Game. Fece 1 su 3 in battuta con un singolo, e con una volata di sacrificio consentì a Miguel Tejada degli Houston Astros di segnare punto. Ha chiuso la stagione 2008 con una media battuta di.279 e ancora una volta ha primeggiato nelle statistiche di squadra con 36 fuoricampo e 119 punti battuti a casa. Ha vinto il suo primo guanto d'oro come miglior prima base difensivo della National League, ed è stato nominato MVP della squadra dei Padres per la seconda volta. Sempre nel 2008 stabilì i suoi primati personali per partite giocate (162 su 162 di regular season) e punti battuti a casa (119) in una singola stagione.
Nella stagione 2009 è stato il primatista della National League nelle basi per ball con 119, e ha stabilito il suo record personale di 40 fuoricampo in una stagione. È stato nominato MVP dei Padres per la terza volta.
Il 24 maggio 2010 è stato nominato giocatore della settimana della National League per la quarta volta in carriera. Il 2 giugno Gonzalez ha battuto un walk-off grand slam, un fuoricampo da quattro punti all'11° inning che ha messo fine alla partita con la vittoria 5-1 dei Padres sui New York Mets.. Nel mese di luglio, Gonzalez è stato scelto per partecipare all'All-Star Game per la terza volta consecutiva. Nella stagione 2010 ha battuto 176 valide su 591 turni alla battuta, per una media battuta di.298. Ha avuto 93 basi per ball e 114 strikeout; nelle basi per ball è stato terzo nella National League, dietro solo a Prince Fielder (114) e Albert Pujols (103).. Ha chiuso con 31 fuoricampo, 101 punti battuti a casa e 87 punti segnati in 160 partite. È stato nominato MVP del team per il terzo anno consecutivo e per la quarta volta in assoluto con i Padres.
Il 6 dicembre 2010 Gonzalez è stato ceduto ai Boston Red Sox in cambio di quattro giocatori, il lanciatore Casey Kelly, il prima base Anthony Rizzo, l'esterno Reymond Fuentes, ed Eric Patterson.

#### Boston Red Sox (2011-2012)
Il 15 aprile 2011 González ha firmato con i Red Sox un'estensione del contratto per sette anni del valore xomplessivo di 154 milioni di dollari fino alla stagione 2018.. Il 19 giugno 2011 ha colpito la sua 1000ª valida in carriera, un triplo al quarto inning contro i Milwaukee Brewers. A giugno è stato scelto come giocatore del mese dell'American League (AL), e a luglio ha partecipato all'All-Star Game. Ha chiuso la stagione 2011 con una media battuta di.338 (3° in AL), 27 fuoricampo e 117 punti battuti a casa (3° in AL).
Nella stagione 2012 Adrian Gonzalez ha giocato 123 partite con i Red Sox, con una media battuta di.300, 15 fuoricampo e 86 punti battuti a casa, fino al 25 agosto, quando è stato ceduto ai Los Angeles Dodgers in uno scambio che ha coinvolto sette giocatori. Oltre a Gonzalez, hanno lasciato Boston per Los Angeles Josh Beckett, Carl Crawford e Nick Punto, mentre in senso opposto hanno viaggiato Allen Webster, Ivan De Jesus e James Loney.

#### Los Angeles Dodgers (2012-2017)
González ha concluso la stagione giocando 36 partite nelle file dei Dodgers. Complessivamente, in 159 partite giocate nel 2012 ha avuto una media battuta di.299, con 18 fuoricampo e 108 punti battuti a casa.

#### Atlanta Braves (2017)
Il 16 dicembre 2017 i Dodgers scambiarono González, Charlie Culberson, Scott Kazmir, Brandon McCarthy più un compenso monetario, con gli Atlanta Braves, in cambio dell'esterno Matt Kemp. Subito dopo lo scambio, i Braves designarono Gonzalez per il riassegnamento, e dopo due giorni lo svincolarono dalla squadra.

#### New York Mets (2018)
Il 18 gennaio 2018, González firmò un contratto di un anno con i New York Mets. Il 10 giugno fu svincolato dai Mets.

#### Campionato messicano e ritiro (2021-2022)
Dopo due stagioni di inattività, il 30 marzo 2021, González annunciò il suo ritorno al baseball professionistico, firmando con i Mariachis de Guadalajara della Liga Mexicana de Béisbol. Il 19 luglio, comunicò l'intenzione di ritirarsi al termine della stagione, annuncio che diede ufficialmente il 5 febbraio 2022.

## Nazionale
Con la nazionale di baseball del Messico ha disputato il World Baseball Classic 2006, 2009, 2013 e 2017.

## Palmarès
- MLB All-Star: 5

2008, 2009, 2010, 2011, 2015
- Guanti d'oro: 4

2008, 2009, 2011, 2014
- Silver Slugger Award: 2

2011, 2014
- Fielding Bible Award: 1

2014
- Leader della MLB in punti battuti a casa: 1

2014
- Leader dell'American League in valide: 1

2011